# Gołąbek pelargoniowy

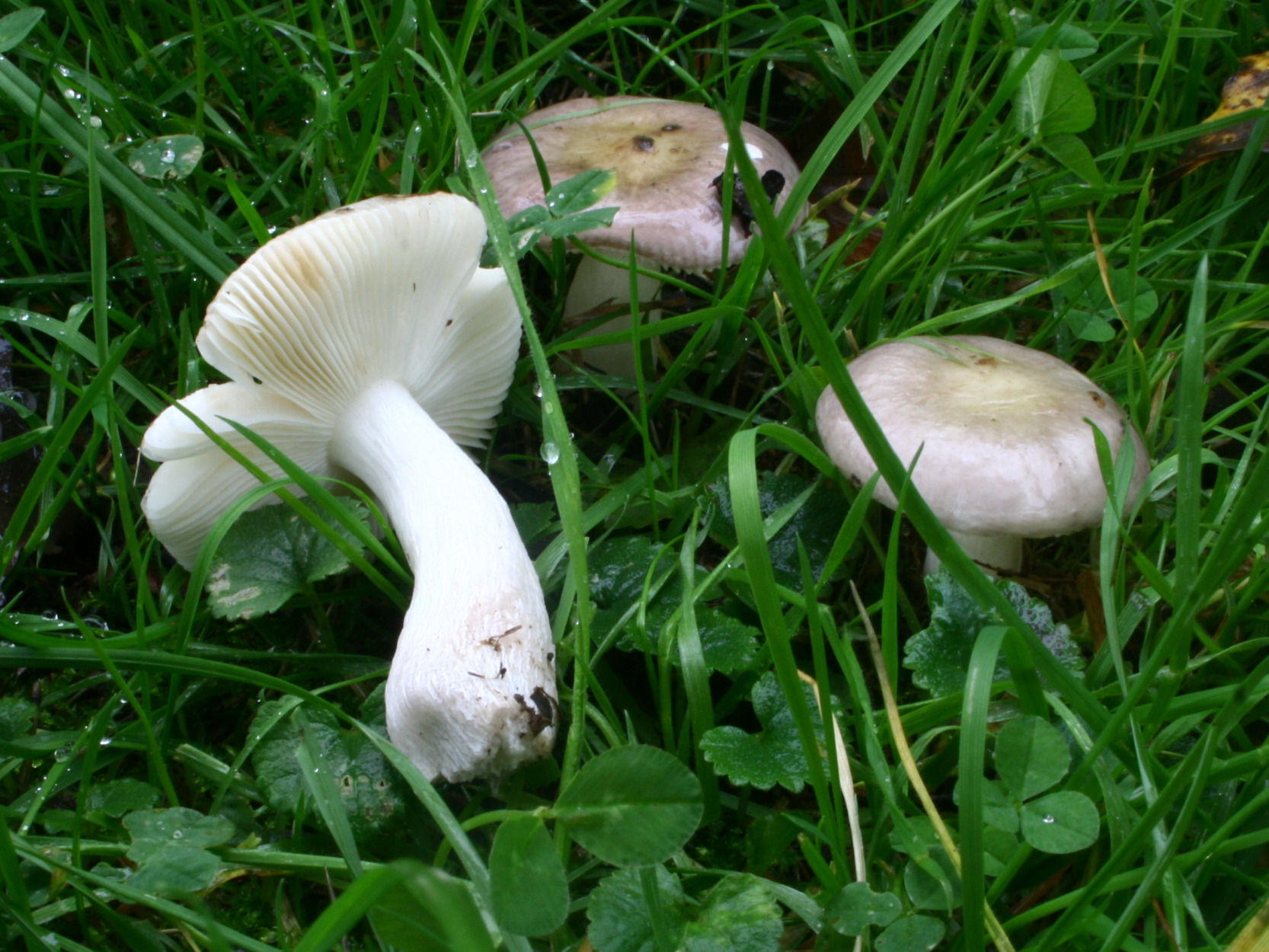

Gołąbek pelargoniowy (Russula pelargonia Niolle) – gatunek grzybów należący do rodziny gołąbkowatych (Russulaceae).

## Systematyka i nazewnictwo
Pozycja w klasyfikacji według Index Fungorum: Russula, Russulaceae, Russulales, Incertae sedis, Agaricomycetes, Agaricomycotina, Basidiomycota, Fungi.
Po raz pierwszy opisał go w 1941 r. P. Niolle we Francji i nadana przez niego nazwa naukowa jest aktualna. Synonimy:
- Russula pelargonia var. citrinovirens Sarnari 1986
- Russula pelargonia var. intermedia Bon 1991
- Russula pelargonia var. spinosispora R. Socha 2011

Polską nazwę zarekomendował Władysław Wojewoda w 2003 r.

## Morfologia
Kapelusz
Średnica 2–4 cm, dość gruby, ale mniej lub bardziej kruchy, początkowo wypukły, potem bardzo szybko płaski lub wklęsły, ale zawsze płytki. Powierzchnia początkowo gładka, później krótko i mniej lub bardziej wyraźnie prążkowana, o dość zmiennej barwie; na brzegu przeważnie winnoczerwona, fioletowa lub fioletowoszara, zna środku oliwkowozielonkawoszara, często także dość blada i prawie wyblakła, częściowo lub nawet całkowicie szarawa, także z nieregularnie rozmieszczonymi jaśniejszymi plamkami. Skórka w czasie wilgotnej pogody lepka, najczęściej błyszcząca, dająca się oddzielić co najmniej do połowy promienia.
Blaszki
Początkowo średnio gęste, potem rzadkie, kruche, mało rozwidlone lub nie rozwidlone, ale czasami rozdzielone przy trzonie, przy brzegu zaokrąglone, przy trzonie zwężone i wolne, o szerokości 3–4 mm szerokości, białe, następnie lekko kremowe. Krawędzie całe, tej samej barwy.
Trzon
Wysokość 2–5 cm, grubość 0,5–1 cm, na ogół kruchy, nieco zwężony, następnie rozszerzający się ku górze, u podstawy czasem zwężony lub rozszerzony. Powierzchnia biaława, u starszych okazów lub po nasiąknięciu wodą szarawa, ale niezbyt wyraźnie, mniej lub bardziej pomarszczona.
Miąższ
Dość gruby, ale kruchy (przynajmniej u okazów dojrzałych), biały, lekko siwiejący. Ma silny zapach musu jabłkowego i cierpki smak. Z gwajakolem reaguje słabo i powoli, z amoniakiem brak reakcji.
Wysyp zarodników
Bladokremowy.
Cechy mikroskopowe
Podstawki 37–45 × 10,7–12 µm. Bazydiospory 7–10 × 6,2–9,2 µm, odwrotnie jajowate, kolczaste, prawie siateczkowate lub miejscowo o kolcach połączonych łącznikami, z dość licznymi, ostrymi, stożkowymi brodawkami o wysokości do 0,75–1 µm, niecałkowicie amyloidalnymi, czasami z długimi lub grubymi grzbietami. Wyrostek wnęki 1,25–1,5 × 0,75–1 µm, hilum nieregularne, np. 2,5–3 × 1,75–2,25 µm, czasami ekscentryczne, mniej lub bardziej brodawkowate, wyraźnie amyloidalne. Cystydy cylindryczne lub spiczaste, o wymiarach 48–72 × 7,7–14 µm, najczęściej zwieńczone małym, smukłym wyrostkiem lub bardzo mało napęczniałą główką, w sulfowanilinie czarniawoszarawe. W epikutisie smukłe włoski, którym towarzyszą maczugowate lub cylindryczne dermatocystydy, z przegrodami, o szerokości 6–10 µm, mniej lub bardziej siwiejące w sulfowanilinie. Pod skórką i w miąższu liczne przewody mleczne.

## Występowanie i siedlisko
We Francji jest częsty. W Polsce do 2003 r. znane było tylko jedno stanowisko podane przez Marię Lisiewską w 1999 r. w Puszczy Augustowskiej, w późniejszych latach podano następne. Znajduje się na Czerwonej liście roślin i grzybów Polski. Ma status E – gatunek wymierający, którego przeżycie jest mało prawdopodobne, jeśli nadal będą działać czynniki zagrożenia.
Naziemny grzyb mykoryzowy występujący w wilgotnych, a nawet podmokłych lasach pod różnymi drzewami liściastymi: topola biała, a zwłaszcza topola osika, także lipa szerokolistna itp.